# Dendrobium pleasancium
Dendrobium pleasancium  é uma espécie de orquídea epífita de hábito pendente e flores pequenas, que habita Kalimantan, em Borneu, a qual possivelmente pertence ao gênero Aporum.